# Pulteney Bridge
Pulteney Bridge er en bro over River Avon i Bath, England. DByggeriet startede i 1769 og den stod færdig i 1774, og den forbinder byen med Pulteney-familiens jord som familien ønskede at udvikle. Den blev tegnet af Robert Adam i palladiansk stil, og den er meget atypisk for en bro, idet der er opført bygninger med butikker i broens fulde længde på begge sider af vejen. Den er en listed buliding af første grad.
Mindre end 20 år efter broen stod færdig blev den udvidet med bedre plads til butikkerne og en ny facade. I slutningen af 1700-tallet blev den delvist ødelagt af oversvømmelser, og den blev genopført i et lignende udseende. I løbet af de følgende århundreder blev butikkerne yderligere ændret, således at de hængde ud over kanten på broens nordside. I 1900-tallet er der blevet udført flere renoveringer, og man har forsøgt at bringe den tilbage til sit oprindelige udseende, og forbedre dens rolle som turistattraktion.
Broen er i dag 45 m lang og 18 m bred. Selvom der har været planer om at gøre det til en fodgængerbro bliver den stadig brugt af busser og taxaer. Den er et yndet motiv for turister, og ligger tæt på byens gamle centrum, der er berømt for sin georgianske arkitektur.